# Анна Мария Пфальцская
Анна Мария Пфальцская (24 июля 1561 или 24 июля 1561, Гейдельберг — 29 июля 1589, Эскильстуна) — шведская принцесса и герцогиня Сёдерманланда по браку, первая супруга будущего короля Швеции Карла IX. Она умерла до вступления мужа на престол и никогда не была королевой.

## Биография
Анна Мария родилась в Гейдельберге в семье курфюрста Пфальца Людовика VI и Елизаветы Гессенской; она была их первенцем. В апреле 1578 года шведский принц Карл, герцог Сёдерманланда, посетил её родной город Гейдельберг и сделал ей предложение. Анна Мария была ярой лютеранкой, и её религиозность и воспитание в соответствии с принципами Аугсбургского исповедания были одной из причин, почему она была выбрана протестантом Карлом. Также она говорила на латыни. Её отец принял предложение союза при условии, что ей будет предоставлено право исповедовать свою веру в Швеции, которой тогда управлял брат Карла — Юхан III — известный своими католическими симпатиями. Свадьба состоялась в Гейдельберге 11 мая 1579 года. Она последовала за ним в Швецию, где они жили в его герцогстве Сёдерманланд. Они покинули Германию в июле, а в сентябре 1579 года Анна Мария приняла присягу на верность от подданных в своих владениях в Грипсхольме, Тыннельсе и Равсне, городе Стренгнес с приходами Акерс, Селебо и Дага, а также Оверенхёрна и Иттеренхёрна.
Портрета Анны Марии не существует. Она была описана как красивая, нежная и дипломатичная, но также и весьма болезненная. Её брак с Карлом IX Швеции был счастливым. Её спокойствие уравновешивало горячий темперамент её супруга. Мария повлияла на правление Карла в герцогстве, уговаривая проявлять снисхождение к просителям. Поскольку она могла контролировать ужасный характер Карла, к ней часто обращались просители. Она сопровождала его в поездках по герцогству, пока позволял срок её беременностей. Анна Мария оставалась преданной лютеранкой: в письмах к отцу она выражала своё недовольство распространением кальвинизма в Зиммерне и в 1585 году просила его прислать ей лютеранского проповедника. Карл описывал, что никто не мог сравниться с ней в религиозном образовании; она повлияла на Карла, чтобы тот ещё больше поддерживал про-лютеранскую точку зрения в политике.
Анна Мария родила шестерых детей, но только одна дочь прожила больше нескольких лет. Она умерла во дворце Эскильстуна после продолжительной болезни в 1589 году и была похоронена в Стренгнесском соборе. Более поздние осмотры её останков показали, что она была маленькой хрупкой брюнеткой.
Герцог Карл горько оплакивал свою супругу. Город Мариестад, основанный в 1583 году, и королевское поместье Мариехольм названы в её честь.

## Дети
У Карла и Анны Марии было шестеро детей:
1. Маргарита Елизавета (24 сентября 1580 — 26 августа 1585)
2. Елизавета Сабина (12 марта 1582 — 6 июля 1585)
3. Людвиг (17 марта — 26 мая 1583)
4. Катарина (10 ноября 1584 — 13 декабря 1638)
5. Густав (12 июня — 4 декабря 1587)
6. Мария (18 декабря 1588 — 24 апреля 1589)